# Descendance actuelle du tsar Nicolas Ier de Russie
 (novembre 2012).
Si vous disposez d'ouvrages ou d'articles de référence ou si vous connaissez des sites web de qualité traitant du thème abordé ici, merci de compléter l'article en donnant les références utiles à sa vérifiabilité et en les liant à la section « Notes et références ».

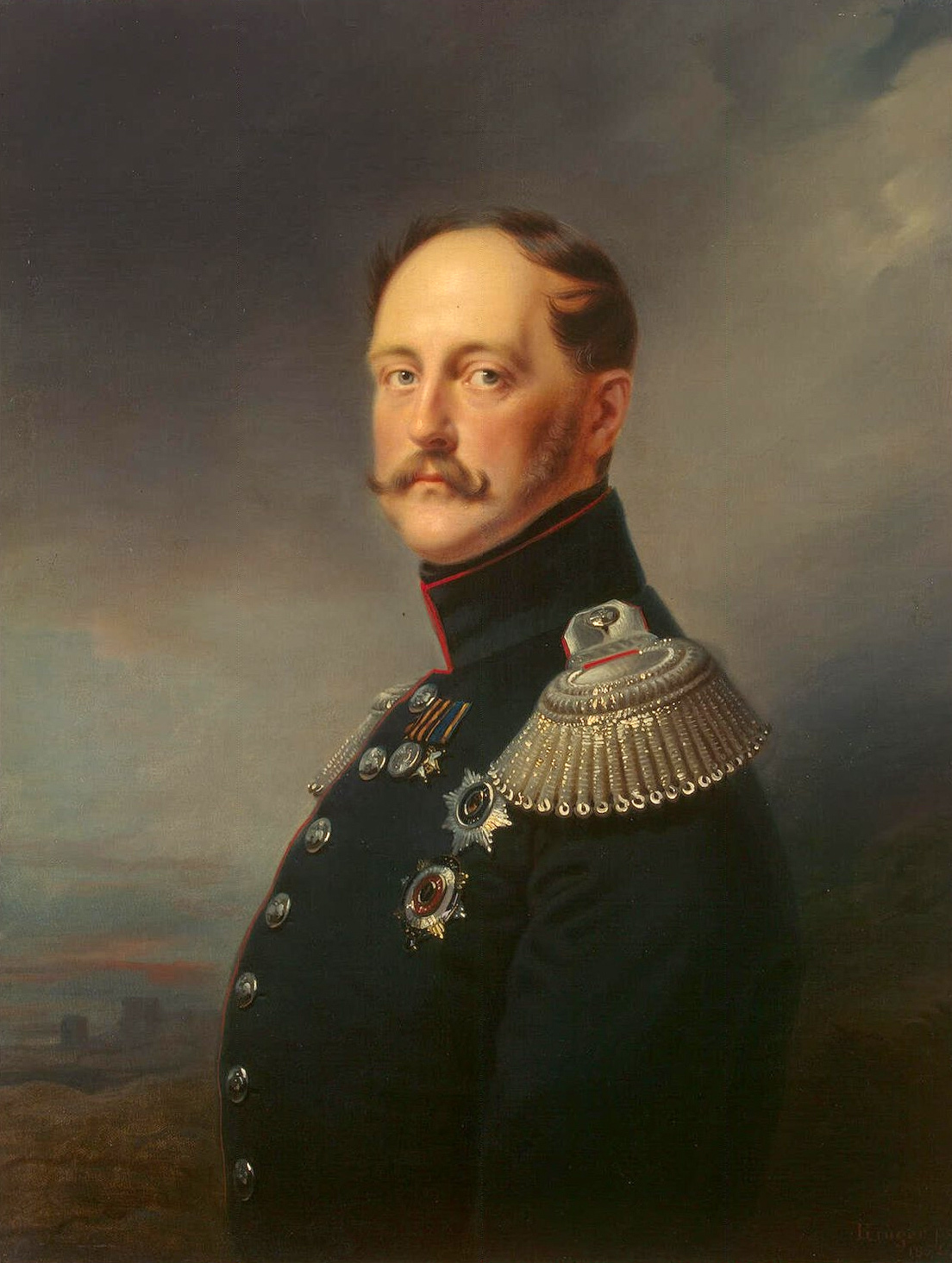
Le tsar Nicolas Ier, ascendant des grands-ducs de Russie.

Cet article présente la descendance actuelle du tsar Nicolas Ier de Russie à compter du 1er mars 2007.

## Les chefs de la Maison impériale de Russie
Nicolas Romanovitch de Russie prétend à la succession impériale selon la loi de primogéniture masculine de 1797. De plus, celui-ci fut élu tsar en 1992 par la majorité des membres de la famille Romanov[réf. nécessaire].
| Portrait | Nom                                                                   | Règne       | Dynastie                 | Armoiries |
| -------- | --------------------------------------------------------------------- | ----------- | ------------------------ | --------- |
|          | Nicolas III (13 septembre 1922, Antibes - 15 septembre 2014, Toscane) | 1992 – 2014 | Holstein-Gottorp-Romanov |           |
|          | Dimitri III (17 mai 1926, Antibes - 31 décembre 2016, Copenhague)     | 2014 – 2016 | Holstein-Gottorp-Romanov |           |
|          | André Ier (21 janvier 1923, Londres, 28 novembre 2021, Inverness)     | 2016 – 2021 | Holstein-Gottorp-Romanov |           |
|          | Alexis II (27 avril 1953, San Francisco)                              | 2021 –      | Holstein-Gottorp-Romanov |           |

## Chronologie des grands-ducs  de Russie
- Alexeï Andreïevitch de Russie (*1953) : fils du grand-duc Andreï Andreïevitch de Russie et d'Elena Konstantinovna Dourneva (*1927), résidant au Danemark ;
- Dimitry Pavlovitch Romanovsky-Ilynski (*1954) : fils du grand-duc Paul Ilynsky (1928-2004) et d'Angelika Kauffman (*1932) et petit-fils du grand-duc Dmitry Pavlovitch de Russie (1891-1942) et d'Audrey Emery (1904-1971), (résidant aux États-Unis) ;
- Mikhaïl Pavlovitch Romanovsky-Ilynski (*1960) : frère du précédent, (résidant aux États-Unis) ;
- Piotr Andreïevitch de Russie (1961) : fils du grand-duc Andreï Andreïevitch de Russie (1923-2021) et de sa seconde épouse Katleen Norris (1935-1967), demi-frère du grand-duc Alexeï Andreïevitch de Russie (*1953), (résidant aux États-Unis) ;
- Andreï Andreïevitch de Russie (*1963) : frère cadet du précédent, (résidant aux États-Unis) ;
- Nikolaï Petrovitch de Russie (*1968): fils du prince Nikolaï Rostislavovitch de Russie et de Pamela Kouzinowsky, (résidant aux États-Unis) ;
- Daniel Rostislavovitch de Russie (*1972) : frère du précédent (résidant aux États-Unis) ;
- Rostislav Rostislavovitch de Russie (*1985) : fils du prince Rostislav Rostislavovitch de Russie (1938-1999) et de Christia Ipsen (*1949) et petit-fils du grand-duc Rostislav Alexandrovitch de Russie (1902-1978) et de la princesse Alexandra Pavlona Galitzina (1905-2006), (résidant en Grande-Bretagne) ;
- Nikita Rostislavovitch de Russie (*1987) : frère cadet du précédent (résidant en Grande-Bretagne).

## Chronologie des grandes-duchesses de Russie
- Irina Fiodorovna de Russie (*1934) : fille du grand-duc Fiodor Alexandrovitch de Russie (1898-1968) et d'Irina Pavlovna Paley (1903-1990) et petite-fille du grand-duc Alexandre Mikhaïlovitch de Russie dit « Sandro » (1866-(1933) et de la grande-duchesse Xenia Alexandrovna de Russie (1875-1960) (sœur de Nicolas II de Russie), (résidant en France) ;
- Marina Vassilievna de Russie (*1940) : fille du grand-duc Vassili Alexandrovitch de Russie (1907-1989) et de Natalia Alexandrovna Galitzina (1907-1989) et petite-fille du grand-duc Alexandre Mikhaïlovitch de Russie dit « Sandro » (1866-1933) et de Xenia Alexandrovna de Russie (1875-1960) (sœur de Nicolas II de Russie), et petite-nièce du dernier tsar de Russie, (résidant aux États-Unis) ;
- Olga Andreïevna de Russie (*1950) : fille du grand-duc Andreï Alexandrovitch de Russie (1897-1981) et de Nadine Sylvia Ada Mac Dougall (1908-2000) et petite-fille du grand-duc Alexandre Mikhaïlovitch de Russie (1866-1933) et de Xenia Alexandrovna de Russie (1875-1960), (sœur de Nicolas II de Russie) (résidant en Grande-Bretagne ;
- Natalia Nikolaïevna de Russie (*1952) : fille de l'actuel chef de la maison impériale de Russie, le prince Nikolaï Romanovitch de Russie (*1922) et de la comtesse Zveva della Gherardesca (*1930) (résidant en Italie) ;
- Maria Vladimirovna de Russie (*1953) : actuel chef de la Maison, fille du grand-duc Vladimir Kirillovitch de Russie (1917-1992), chef de la Maison impériale de Russie de 1938 à 1992 et de la princesse Leonida Georgievna Bragation (*1914) et petite-fille du grand-duc Kirill Vladimirovitch de Russie (1876-1938), chef de la Maison impériale de Russie de 1924 à 1938 et de Victoria Mélita de Saxe-Cobourg-Gotha (1876-1936) ; descendante de Nicolas Ier de Russie et d'Alexandre II de Russie (résidant en Espagne) ;
- Élisabeth Nikolaïevna de Russie (*1956) : fille du prince Nikolaï Romanovitch de Russie (*1923) et de la comtesse Zveva della Gherardesca (*1930), (résidant en Italie) ;
- Pavela Maria Pavlovna Romanvosky-Ilynsky (*1956) : fille du grand-duc Pavel Dimitrievitch Romanovsky-Ilynsky (1928-2004)  et d'Angelika Philipa Kauffman (*1932) et petite-fille du grand-duc Dimitri Pavlovitch de Russie (1891-1942) et d'Audrey Emery (1904-1971), (résidant aux États-Unis) ;
- Anna Pavlovna de Russie (*1959) : sœur cadette de la précédente (résidant aux États-Unis) ;
- Tatiana Nikolaïevna de Russie (*1961) : fille de l'actuel chef de la Maison impériale de Russie, le prince Nikolaï Romanovitch de Russie (*1923) et de la comtesse  Zveva della Gherardesca (*1930), (résidant en Italie) ;
- Stephena Rostislavna de Russie (*1963) : fille du grand-duc Rostislav Rostislavovitch de Russie (1938-1999) et de Stephena Verdel Cook (*1938) et petite-fille de Rostislav Alexandrovitch de Russie (1902-1978) et d'Alexandra Pavlovna Galitzina (1905-2006), arrière-petite-nièce de Nicolas II de Russie, (résidant aux États-Unis) ;
- Heather Nikolaïevna de Russie (*1976) : fille du grand-duc Nikolaï Rostislavitch de Russie (*1945)  et petite-fille du grand-duc Rostislav Alexandrovitch de Russie et de Alice Eilken (*1923), (résidant aux États-Unis) ;
- Ekaterina Dmitrievna Romanovsky-Ilynsky (*1981) : fille du prince Dmitri Pavlovitch Romanovsky-Ilynsky (*1954) et de Martha Murray Mac Dowell (*1952) et petite-fille du grand-duc Paul Dmitrievitch Romanvsky-Ilynsky (1928-2004) et de d'Angelika Philipa Kauffman (*1932), résidant aux États-Unis) ;
- Alexandra Rostislavna de Russie (*1983) : fille du grand-duc Rostislav Rostislavitch de Russie (1938-1999) et de Stephena Vedel Cook (*1938) et petite-fille du grand-duc Rostislav Alexandrovitch de Russie (1902-1978) et de la princesse Alexandra Pavlovna Galitzina (1905-2006), (résidant en Grande-Bretagne) ;
- Victoria Dmitrievna Romanvsky-Ilynsky (*1984) : fille du prince Dmitri Pavlovitch Romanovsky-Ilynsky (*1954) et de Martha Murray Mac Dowell (*1952) et petite-fille de Pavel Dmitrievitch Romanvosky-Ilynsky (1928-2004) et de Angelika Philipa Kauffman (*1932), (résidant aux États-Unis) ;
- Lela Dmitrievna Romanovsky-Ilynsky (*1986) : sœur de la précédente, (résidant aux États-Unis) ;
- Tatiana Mikhaïlevna de Russie (*1986) : fille du grand-duc Mikhaïl Mikhaïlovitch de Russie (1959-2001) adoptée en 2001 par son grand-père, le grand-duc Mikhaïl Fiodorovitch de Russie (1924-2008), petite-fille du grand-duc Mikhaïl Fiodorovitch de Russie et de Maria de Las Mercedes Ustrell-Cabani (*1960), arrière-petite-nièce de Nicolas II de Russie, (résidant en Espagne) ;
- Natacha Andreïevna de Russie (*1993) : fille du grand-duc Andreï Andreïevitch de Russie (*1963) et d'Élisabeth Florès (*1964) et petite-fille du grand-duc Andreï Andreïevitch de Russie (*1923) et de Katleen Norris ((1935-1967), (résidant aux États-Unis)[1].

## Sources
- www.romanovfundforrussia.org